# Patanajärvi (sjö, lat 63,20, long 24,27)
Patanajärvi är en sjö i Finland. Den ligger i kommunen Perho i landskapet Mellersta Österbotten, i den centrala delen av landet, 300 km norr om huvudstaden Helsingfors. Patanajärvi ligger 188 meter över havet. Arean är 26,1 hektar och strandlinjen är 2,72 kilometer lång. Sjön  ingår i Perho å huvudavrinningsområde.   I omgivningarna runt Patanajärvi växer i huvudsak blandskog.